# Partecosta fuscobasis
Partecosta fuscobasis é uma espécie de gastrópode do gênero Partecosta, pertencente a família Terebridae.